# Lazos de amor
Lazos de amor è una telenovela messicana trasmessa su Las Estrellas dal 2 ottobre 1995 al 23 febbraio 1996.